# キッシング・ザ・ピンク
キッシング・ザ・ピンク（Kissing the Pink）は、1980年にロンドンで結成されたイングランドのニュー・ウェイヴ、シンセポップ・バンド。現在のメンバーは、リード・シンガー兼ギタリストのニック・ホワイトクロス、キーボード奏者のジョン・キングスレー・ホール、セカンド・キーボード奏者のジョージ・スチュワート、ギタリストのサイモン・アルドリッジ。元メンバーには、サックス奏者のジョセフィン・ウェルズ、ヴァイオリニストのピーター・バーネット、ドラマーのスティーヴィー・キューザック、ボーカリストのシルヴィア・グリフィンがいる。

## 略歴
バンドは1980年にロンドンのサウスケンジントンにある王立音楽大学で結成された。デビュー・シングル「Don't Hide in the Shadows」は、ストックポートのストロベリー・スタジオで、プロデューサーのマーティン・ハネットとレコーディングされた。ハネットはそれまでにジョイ・ディヴィジョン、ザ・ドゥルッティ・コラム、ジョン・クーパー・クラークと仕事をしてきた人物である。しかし、彼らの曲がラジオでエアプレイされるようになったのは、バンドが最初のマネージャーを解雇し（彼らの曲「Michael」で称賛されている）、マグネット・レコードとレコーディング契約を結んでからのことだった。彼らはデビュー・アルバム『ネイキッド』をAIRスタジオでレコーディングし、メイン・プロデューサーはコリン・サーストンが務めた。バンドはブライアン・イーノにアルバムのプロデューサーを依頼したかったが、マグネットはサーストンの方が商業的なインパクトがあると考えていた。マグネットはプロデューサーに投資するだけでなく、シングル「Mr. Blunt」（ウィルミントンのロングマンで撮影）と「Watching Their Eyes」のプロモーション・ビデオの制作費も支払った。これらのヒット目前の作品の後、シングル「The Last Film」が全英シングルチャートのトップ20に入り、イギリスで唯一のヒットとなった。アルバム『ネイキッド』は全英アルバムチャートで54位に達した。
彼らの最初のビルボードホット100入りは「Maybe This Day」で、1983年にチャートで87位まで達した。1984年には2枚目のアルバム『ホワット・ノイズ』をリリース。このアルバムはそれほど注目を集めず、流通も他のアルバムほど広まらなかった。また世界的にリリースされることはなかった。
また、公式チャートでは認識されなかったものの、「The Big Man Restless」のクラブ・ミックス・12インチ・バージョンは、1980年代を通じてヨーロッパ、さらにはアメリカでもアンダーグラウンド・ダンスにおける大ヒットとなった。
1985年、メンバーの一部が脱退した後、バンドは名前を「KTP」に短縮し、ホット・ダンス・ミュージック/クラブ・プレイ・チャートにランクインしたシングルをいくつかリリースした。最も成功したのは「Certain Things Are Likely」で、1987年に3週間1位を獲得した。この曲は、その年の後半にチャートで最高97位に達し、2度目のホット100入りを果たした。同じアルバムの「One Step」は、その年にイタリアで最も売れたシングルとなった。
1988年、バンドは新しいレーベルWEAから単体のシングル「Stand Up (Get Down)」をリリースした。この曲はチャートインに失敗したため、このレーベルからの唯一のリリースとなり、その後の5年間は新曲をリリースしなかった。
デジタルではない最後のアルバム『Sugarland』は、7年ぶりの作品で、サイケデリック・ミュージックとダンス・ポップの融合となった。その後、バンドはエコロジストと共に『Hot Filth』というアルバムを制作し、サイケデリック・ミュージックとジャズやその他の音楽形式との融合をさらに推し進めた。
2015年、Bandcampで『Digital People』と『FatHome』という2枚のアルバムをデジタル・リリースした。

## コラボレーション
ホワイトクロス、ホール、スチュワートは、1990年代初頭に多くのダンス・レコードでコラボレーションし、1994年にアーティストのマイク（Pukka Recordsからの「Twangling (Three Fingers in a Box)」）とともにダンス・チャートのトップに躍り出た。2003年にはジャズ・サックス奏者のキャンディ・ダルファーと『ライト・イン・マイ・ソウル』というアルバムをレコーディングした。また、ギャレス・ゲイツのアルバム『Pictures of the Other Side』でもコラボレーションしている。ホワイトクロスは、キム・ワイルド（トップ40ヒットとなった「Heart over Mind」を含む）、ジェム、ジャシー・ベラスケス、ジョナ・リー、グレン・スコット、レスリー・クリオ、シェイ・シーガーなど、ポップ・アーティストのために相当数の楽曲を作曲している。このバンドは、エクスプレス2のアルバム『メイクシフト・フィールグッド』で、ティム・デラウター、カート・ワグナー、ザ・ミュージックのロブ・ハーヴェイとともに4曲を作曲し、フィーチャーしている。

## マーショネス号の惨事
1989年、ティアーズ・フォー・フィアーズやコミュナーズとのツアーに参加していた元KTPのサックス奏者ジョー・ウェルズ（ジョセフィン・ウェルズ）は、マーショネス号の惨事に遭った遊覧船に乗っており、いとこを含む51人が事故によって死亡した。その後、ウェルズは神経衰弱に陥り、アルコールに溺れた。彼女は木管楽器奏者にとって不可欠な唇のコントロールを失った。彼女は働けなくなり、サックス2本を売却し、2012年には生活保護を受けて暮らしていた。

## ディスコグラフィ

### スタジオ・アルバム
- 『ネイキッド』 - Naked (1983年、Magnet/Atlantic)
- 『ホワット・ノイズ』 - What Noise (1984年、Magnet)
- 『碧い瞳』 - Certain Things Are Likely (1986年、Magnet/Mercury) ※KTP名義
- Sugarland (1993年、SPV/Custer's Last Stand)
- Digital People (2015年)
- FatHome (2015年)

### EP
- Kissing the Pink (1983年、Atlantic)

### コンピレーション・アルバム
- 『アンソロジー 1983-2023』 - Anthology 1982-2023 (1996年) ※5CDボックス

### シングル
- "Don't Hide in the Shadows" (1981年)
- "Mr Blunt" (1982年)
- "Watching Their Eyes" (1982年)
- "The Last Film" (1983年)
- "Love Lasts Forever" (1983年)
- "Maybe This Day" (1983年)
- "Big Man Restless" (1983年) ※イギリスでは未発売
- "Radio On" (1984年)
- "The Other Side of Heaven" (1985年)
- "One Step" (1986年) ※KTP名義
- "Never Too Late to Love You" (1986年) ※KTP名義
- "Certain Things Are Likely" (1987年) ※KTP名義
- "Stand Up (Get Down)" (1988年)
- "Big Man Restless Remixes" (1993年) ※ドイツ限定
- "Dalai Lama Loves You All" (1993年) ※KTP名義